# Казе Малменаго (Болоња)
Казе Малменаго (итал. Case Malmenago) је насеље у Италији у округу Болоња, региону Емилија-Ромања.
Према процени из 2011. у насељу је живело 74 становника. Насеље се налази на надморској висини од 22 м.